# 메샤크 테일러

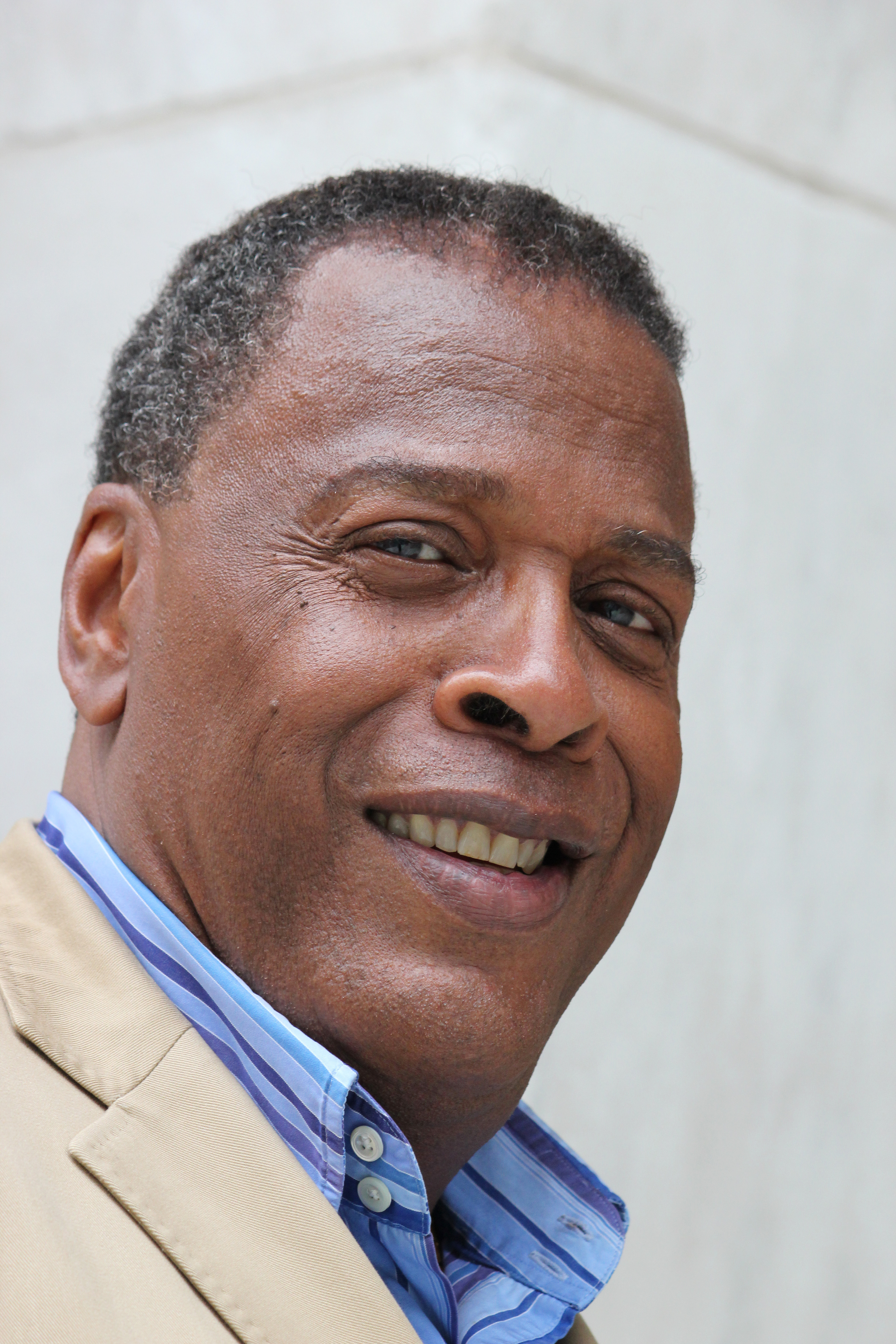

미섁 테일러(Meshach Taylor, 1947년 4월 11일 ~ 2014년 6월 28일)는 미국의 배우이다.
보스턴에서 태어났다.

## 영화
- 하이에나 (2009년)
- 사이버 러브 (1995년)
- 섹스, 살인 그리고 운명 (1995년)
- 더블, 더블, 토일 앤 트러블 (1993년)
- 클래스 엑트 (1992년)
- 마네킨 2 (1991년) - 백화점 쇼단 단장 헐리우드 역
- 특급 전사 (1990년)
- 졸부 수첩 (1990년)
- 라스트 이노센트 맨 (1987년)
- 위험한 도박 (1987년)
- 야간 파티 (1987년)
- 마네킨 (1987년)
- 컴퓨터 우주 탐험 (1985년)
- 공포의 기억 (1982년)
- 하울링 (1981년)
- 오멘 2 (1978년) - 닥터 케인 역